# توتیچه
توتیچ (به لاتین: Tutiće) یک منطقهٔ مسکونی در صربستان است که در Sjenica واقع شده‌است.

## خصوصیات
توتیچ ۴۸ نفر جمعیت دارد.